# جبل بانثر (نيويورك)
جبل بانثر، هو جبل يقع في وسط نيويورك بالقرب من جدول فلاي، نيويورك وبحيرة شويلر، نيويورك. يصب الجانب الشرقي من جبل بانثر في جدول فلاي, ويصب الجانب الغربي في جدول اوكس وبحيرة كنداراغو.
سمي جبل بانثر على اسم النمر، وهو موهيجان الذي عاش في بلدة ريتشفيلد إلى منتصف القرن التاسع عشر، كما انها كانت منطقة الصيد المفضلة لديه.